# NGC 2696
NGC 2696 est une vaste et lointaine galaxie elliptique située dans la constellation de l'Hydre.  NGC 2696 a été découverte par l'astronome américain Ormond Stone en 1886.

## Caractéristiques
Sa vitesse par rapport au fond diffus cosmologique est de  13 433 ± 40 km/s, ce qui correspond à une distance de Hubble de 198 ± 14 Mpc (∼646 millions d'al).
À ce jour, une mesure non basée sur le décalage vers le rouge (redshift) donne une distance d'environ 156,000 Mpc (∼509 millions d'al). Cette valeur est à l'extérieur mais compatible avec les valeurs de la distance de Hubble. Notons cependant que c'est avec la valeur moyenne des mesures indépendantes, lorsqu'elles existent, que la base de données NASA/IPAC calcule le diamètre d'une galaxie et qu'en conséquence le diamètre de NGC 2696 pourrait être d'environ 67,7 kpc (∼221 000 al) si on utilisait la distance de Hubble pour le calculer.